# Maître Derville
Pour les articles homonymes, voir Derville (homonymie).
Maître Derville est un personnage de La Comédie humaine d’Honoré de Balzac. Il est né à Noyon, en 1794. C'est l'une des figures principales du Colonel Chabert (1832-1847). Il revient dans de nombreux romans en tant qu'avoué d'une honnêteté irréprochable. Sa réputation d'homme d'honneur est très vite connue à Paris.
Sa vie romanesque se poursuit dans La Comédie humaine jusqu'en 1848. Son prénom et la date de sa mort ne sont mentionnés nulle part.

## Chronologie de maître Derville dansLa Comédie humaine
- 1816, dans Gobseck (écrit en 1830), il est second clerc d'avoué dans l'étude de maître Bordin après trois années d'études de droit et il passe cette même année sa thèse de licence en droit.
- 1818 : dans Le Colonel Chabert (écrit entre 1832  et  1847), il est avoué près le tribunal de la Seine. Il reçoit le colonel Chabert et accepte de traiter le dossier de ce « mort ressuscité », aussi invraisemblable que l'histoire puisse paraître. Il tente de récupérer une partie de la fortune du vieux grognard par une Transaction (titre initial du roman) avec sa femme, devenue la comtesse Ferraud. Cette même année, dans César Birotteau (écrit en 1837), il plaide pour le compte de César et lui donne de précieux conseils sur la conduite à tenir contre l'escroc Claparon. Ayant gagné le procès en première instance, il conseille à madame Birotteau de déposer le bilan de La Reine des roses, le négoce de César Birotteau.
- 1819 : dans Une ténébreuse affaire (paru en 1841), il reprend l'étude de maître Bordin, avec pour clerc Godeschal. Ayant rétabli la fortune des Birotteau, cette affaire fait beaucoup pour son excellente réputation. Il est cité avec des éloges dans Splendeurs et misères des courtisanes (écrit entre 1838 et 1844).
- 1820 : dans Le Père Goriot (paru en 1835). Il est l'avoué du père Goriot qui le prie de régler les affaires de sa fille Delphine de Nucingen, très endettée. Puis celui du comte de Restaud dont il sauve la fortune menacée par les dettes que sa femme a contractées pour Maxime de Trailles.
- 1822 : dans Un début dans la vie (paru en 1844). Il défend les intérêts du comte Hugret de Sérisy, et il conseille à son client d'effectuer un voyage à Presles, dans son domaine situé non loin de L'Isle-Adam, pour déjouer les manigances de son régisseur.
- 1830 : dans Splendeurs et misères des courtisanes (paru entre 1838 et 1844). Le duc de Grandlieu le charge d'enquêter sur la fortune de Lucien Chardon, alias Lucien de Rubempré, futur fiancé de sa fille Clotilde, dont nul ne connait l'origine de la fortune. Le clerc de maître Derville, Godeschal, retrouve la trace d'Esther Gobseck, dont Corentin découvre le lien avec Lucien de Rubempré.
- 1840 : dans La Maison Nucingen (paru en 1838), maître Derville vend son étude à son clerc Godeschal et se retire des affaires.

Il apparaît dans :
- Les Employés ou la Femme supérieure
- Gobseck
- La Femme auteur
- Les Petits Bourgeois
- Les Méfaits d'un procureur du roi